# Джон Гоукс (архітектор)
Джон Гоукс (англ. John Hawks; нар. бл. 1731, Англія — пом. 16 лютого 1790, Нью-Берн) — американський архітектор британського походження, якого пам'ятають як домінуючу силу в архітектурі Північної Кароліни протягом двох десятиліть, а також як головного проектувальника деяких з найвідоміших споруд Нью-Берна. Служив першим аудитором Північної Кароліни з 1784 року до своєї смерті.
Гоукс народився в Англії, близько 1731 року. Помер у Нью-Берні, Північна Кароліна, 16 лютого 1790 року. Кілька будівель Гоукса занесені до Національного реєстру історичних місць США (НРІМ).

Трайон-палац, Нью-Берн.

- Кур-хаус (англ. Coor House), побудування — 1767 р., місцезнаходження — 501 E. Фронт-стріт, Нью-Берн, Північна Кароліна, внесений до списку НРІМ[2].
- Трайон-палац (англ. Tryon Palace), побудування — 1770 р., місцезнаходження — 501 E. Фронт-стріт, Нью-Берн, Північна Кароліна.
- Стенлі-хаус (англ. Stanly House), побудування — 1779 р., місцезнаходження — 307 Джордж-стріт, Нью-Берн, Північна Кароліна, внесений до списку НРІМ[2].